# Joan Cuerda i Barceló
Joan Cuerda Barceló (Barcelona, 14 de juny de 1912- Palma, 7 de gener de 2003) fou un militar i geòleg mallorquí, on d’una manera autodidàctica, s'inicià en l'estudi dels fòssils i s'especialitzà en paleontologia plistocènica de les Balears.

## Vida
El pare de Cuerda procedia de Castella la Vella i exercia d'advocat a Barcelona. S'havia casat amb la filla d'un fabricant de flassades de Mallorca i els estius hi anaven a passar unes setmanes. Precisament la família arribà a Palma just quan esclatà la Guerra Civil i Cuerda s'allistà de seguida a l'Exèrcit Nacional, on es convertí en alferes provisional. Durant la batalla de Terol el varen ferir greument, i quedà limitat el moviment del seu braç dret. Tornà a Palma com a mutilat de guerra, i romangué com a militar professional a Mallorca, amb una feina de mitja jornada, ocupat amb tasques administratives relacionades amb els mutilats de guerra. Encara que fou ascendit a comandant, i a coronel quan passà a la reserva, el sou era petit i hagué de complementar-lo amb feines de representació de productes químics per a la indústria de la sabata.
L'any 1947 entrà en contacte amb un grup de naturalistes que es reunien en el Col·legi Oficial de Farmacèutics de Balears (Guillem Colom Casasnovas, Joan Bauzà i Rullan, Joan Cañigueral Cid, Miquel Massutí Alzamora, Pere Claver Palau i Ferrer, Josep Maria Palau i Camps, Llorenç Garcias i Font, Andreu Muntaner i Darder, Josep Rosselló i Ordines). El 1948 es constituïren com a Secció de Balears de la Real Sociedad Española de Historia Natural i el 1952 decidiren deixar de ser una secció i fundaren la Societat d'Història Natural de les Balears. Cuerda en fou secretari els tres primers anys.
Des dels inicis de la seva recerca devers l'any 1947 fins al 1957, Cuerda realitzà un treball d'inventari, recollint molts de fòssils a les platges quaternàries de la Badia de Palma, amb una estreta col·laboració amb Andreu Muntaner. Els coneixements assolits, les publicacions que realitza al Bolletí de la Societat d'Història Natural i la seva magnífica col·lecció paleontològica determinaren, en certa manera, que quan l'Associació Internacional per a I 'estudi del Quaternari (INQUA) celebrà a Espanya el V Congrés Internacional del Quaternari (setembre 1957) es planificàs una visita a Mallorca. Cuerda formà part del comitè local. Amb motiu d'aquest congrés, Cuerda publicà una primera síntesi dels resultats dels seus treballs i inicià una sèrie de contactes amb altres investigadors del Quaternari de nivell internacional. En destaca Karl W. Butzer (1934-2016), aleshores a la Universitat de Chicago, amb el que realitzà una sèrie de treballs que publicaren entre 1960 i 1962.

## Obra
Cuerda estudià en els jaciments quaternaris la distribució cronològica de les espècies i la seva significació estratigràfica, climàtica, cronològica, la paleoecologia, l'evolució de les línies de costa i altres temes. Publicà més de seixanta treballs d’investigació, molts d’ells en col·laboració amb altres investigadors. Tota la seva tasca investigadora està recollida en els volums Los tiempos cuaternarios en las Baleares (1975) i Los moluscos marinos y salobres del Pleistoceno Balear (1987).
El 1962 fou anomenat Ajudant Honorari de l'Institut Lucas Mallada del CSIC. Fou membre de la Comisión Nacional de Geología i del Comité Scientifique des Milieux Insulaires (1964). El 1966 participa en el Simpòsium sobre el Myotragus balearicus que se celebra a Deià i en 1969 entra a formar part com a vocal de la Subcomisión del Mapa del Cuaternario en la Comisión Nacional de Geología. L'any 1973 fou nomenat membre del Comité Español del Cuaternario. L'any 1983 fou nomenat president de la Societat d'Història Natural de les Balears, càrrec que ocupà fins al 1987.